# Jindřich V. z Plavna
Jindřich V. z Plavna (německy Heinrich V. von Plauen; 9. října 1533 Andělská Hora – 24. prosince 1568 Hof), byl míšeňský purkrabí a pán na Plavně a Voigtsbergu.

## Život
Jindřich V. byl starší ze dvou synů purkrabího Jindřicha IV. z Plavna z manželství s hraběnkou Markétou ze Salmu a Neuburgu (1517–1573).
Když otec zemřel, Jindřich V. ještě nebyl plnoletý. Asi měsíc po jeho smrti proto český král Ferdinand I. slíbil, že ho i jeho mladšího bratra ochrání před Reussy. Jindřich IV. nezanechal svým synům jen rozsáhlé majetky, ale také spory s Reussy a vysoké dluhy. K nim přibývaly další za soudy proti Reussům.
Poté, co se Jindřich V. stal plnoletým, vládl nejdříve sám za sebe a jménem nezletilého bratra Jindřicha VI., později vládli společně.
Jindřich se 25. srpna 1555 oženil s Dorotou Kateřinou (1538–1604) z rodu franských Hohenzollernů, dcerou Jiřího Zbožného, markraběte braniborsko-ansbašského (1484–1543), a jeho třetí manželky Emilie Saské (1516–1591). Čtyři synové tohoto z manželství, z nichž všichni se jmenovali Jindřich, zemřeli krátce po narození.
Již v roce 1556 ztratili bratři císařskou arbitráží francká území Hof a Schauenstein, které jejich otec dobyl během markraběcí války proti do klatby uvrženému markraběti Albrechtu Alcibiadovi Braniborsko-Kulmbaškému, ve prospěch císařského svěřenectví. Po smrti Albrechta Alcibiada a vymření jeho linie byla tato území Ansbach a Kulmbach připojena k markrabství Braniborsko-Bayreuth. Tomuto území pak vládl mladý markrabě Jiří Fridrich Braniborsko-Ansbašský.
V květnu 1559 byly zastaveny statky Plavno a Voigtsberg a správní oblast Schöneck kurfiřtu Augustu Saskému. Vídeňským rozsudkem z 28. září 1560 ztratili bratři od 1. ledna 1561 panství Greiz celé ve prospěch Reussů a panství Gera a Schleiz každé z poloviny. Bratrům zůstal jen majetek v Čechách a české léno Lobenstein a zámek Posterstein. Císařským potvrzením nové smlouvy a jejím zpečetěním 9. května 1562 v Praze byl ukončen spor s Reussy. Dne 14. března 1562 dostali oba bratři v císařské léno Plavno, Voigtsberg, Schleiz a Lobenstein a také území Pausa a Schöneck.
Když byl v roce 1563 majetek rozdělen mezi bratry, obdržel Jindřich V. nejen česká panství, ale také panství Plavno a Voigtsberg a území Schöneck. Když ho chtěl Jindřich V. vykoupit ze zástavy, zjistil, že už neměl peníze k dispozici. Tak bylo jádrové území Plavenských navždy ztraceno ve prospěch kurfiřtského Saska.
V roce 1564 připadlo panství Loket České koruně. V roce 1567 musel převést Andělskou Horu, Bochov, Kraslice a Toužim na dědice Gery, Hasištejnské z Lobkovic.
Zcela zchudlému mu bratr jeho manželky Doroty Kateřiny věnoval k užívání dům v Hofu. Jindřich V. tam zemřel 24. prosince 1568 a byl pohřben v horním kostele ve Schleizu.
Dorota Kateřina dostala dědictvím jako své vdovské sídlo Toužim a tam zemřela 8. ledna 1604. Čtyři roky po její smrti zařídil její vzdálený příbuzný, saský kurfiřt Kristián II. (1583–1611), pohřeb v kostele svatého Jana v Plavně.